# Material (gruppo musicale)
I Material sono stati un gruppo musicale statunitense di rock sperimentale formato dal bassista Bill Laswell nel 1979 assieme al tastierista Michael Beinhorn.
Nel loro stile convergono elementi funk, jazz, noise e di musica elettronica. Sono stati associati alla scena No wave newyorkese.

## Storia

### Premesse
Nel 1978, il produttore Giorgio Gomelsky si trasferì a New York con l'intento di promuovere negli Stati Uniti il rock progressivo dei gruppi con cui aveva lavorato in Europa, tra cui i Gong, gli Henry Cow e i Magma. Stabilì la propria base allo Zu Club di Manhattan e tra i primi musicisti con cui entrò in contatto vi fu il bassista Bill Laswell, che spinse a formare un gruppo con i giovanissimi Michael Beinhorn (sintetizzatore) e Fred Maher (batteria). Le prime sessioni ebbero luogo nello scantinato del club.
Nacque così la Zu Band, che nell'ottobre 1978 si esibì in concerto allo Zu Club con il leader dei Gong, il chitarrista australiano Daevid Allen, e per l'occasione il gruppo prese il nome New York Gong. In seguito si unirono il chitarrista Cliff Cultreri e il secondo batterista Bill Bacon per una tournée primaverile che proponeva come repertorio soprattutto brani della trilogia di Radio Gnome Invisible e di Camembert Electrique dei Gong. Nell'autunno del 1979 vi furono le sedute di registrazione di About time, con brani inediti che risentono solo in parte della psichedelia dei Gong, spaziando tra vari stili tra cui new wave, punk e rock progressivo. I New York Gong fecero quindi una tournée in Francia, ma gli statunitensi non si trovarono a proprio agio in Europa e si divisero da Allen di comune accordo, continuando a suonare con il nome Material.

### Inizi (1979-1982)
Con la partenza di Allen, la musica dei Material divenne ancora più sperimentale, spaziando tra diversi generi che comprendono funk, jazz, noise, worldbeat e musica elettronica. Il primo lavoro con la nuova formazione e il nuovo nome fu l'EP Temporary Music 1, registrato nel luglio 1979 e pubblicato quello stesso anno dalla Zu Records di Gomelsky. L'anno dopo uscì il singolo Discourse / Slow Murder a cui fecero seguito le registrazioni di Temporary Music 2 (con i soli Beinhorn, Laswell e Maher), pubblicato nel 1981 come EP. Il materiale dei due EP fu però prima pubblicato nel 1980 dalla Celluloid con il titolo Temporary Music - Compilation, considerato il primo album dei Material. In seguito sarebbe stato ripubblicato con bonus track e con altri titoli, tra gli ultimi Temporary Music.
Quell'anno i Material pubblicarono il loro secondo album, Memory Serves, realizzato con il contributo di vari prestigiosi musicisti tra i quali spiccano i chitarristi Sonny Sharrock e Fred Frith (quest'ultimo già negli Henry Cow), il cornettista Olu Dara, il sassofonista Henry Threadgill e il violinista Billy Bang. Sempre nel 1981, il gruppo iniziò a realizzare singoli con il contributo di cantanti e la musica divenne più melodica. In particolare il singolo Ciquiri con il chitarrista Robert Quine fu molto popolare nelle discoteche newyorkesi, e il successivo Bustin' Out, con la cantante Nona Hendryx, raggiunse il secondo posto nella classifica delle Hot Dance/Disco di Billboard.
Nel 1982 il batterista Maher lasciò il gruppo, Laswell e Beinhorn pubblicarono quindi l'album One Down con il contributo di vari musicisti. Di particolare rilievo è in quet'album il brano Memories – cover di un brano dei Wilde Flowers – in cui la parte vocale venne affidata alla diciannovenne Whitney Houston, in una delle sue prime incisioni come cantante solista, mentre il sax fu suonato da Archie Shepp. Il brano fece subito scoprire il grande talento della Houston, la cui interpretazione è stata definita dal critico musicale Doyle Greene una delle migliori parti vocali del soul pop, mentre il critico Robert Christgau di The Village Voice la definì una delle più belle ballate mai sentite. Altri contributi furono quelli dei chitarristi Frith, Nile Rodgers e Nicky Skopelitis, che sarebbe diventato uno dei maggiori collaboratori di Laswell.

### Collaborazioni (1982-1989)
Nel periodo successivo Laswell e Beinhorn non furono attivi come Material ma continuarono a lavorare assieme come musicisti, compositori e produttori negli album di altri musicisti, inizialmente nel neonato genere electro  e poi nella Hip hop e nel rap, collaborando tra gli altri con i rapper Phase 2 e Fab Five Freddy.
Nel 1983 suonarono nell'album Future Shock di Herbie Hancock, fu l'inizio di una collaborazione che si protrasse nei successivi dischi Sound-System del 1984 e Perfect Machine del 1988 di Hancock, il quale avrebbe in seguito dato il suo contributo in album dei Material. Nel 1984 Laswell e Beinhorn suonarono insieme a John Lydon nel singolo di successo World Destruction dei Time Zone di Afrika Bambaataa.
Nel 1985 Laswell e Beinhorn si separarono, Beinhorn si dedicò alla carriera di produttore, lavorando con i Red Hot Chili Peppers e Marilyn Manson, mentre Laswell proseguì il progetto Material chiamando alla collaborazione il chitarrista Nicky Skopelitis, i tastieristi Jeff Bova e Bernie Worrell, il percussionista Aiyb Dieng, il bassista Bootsy Collins e il duo giamaicano Sly Dunbar e Robbie Shakespeare (Sly and Robbie). Continuò con successo la carriera di produttore e divenne inoltre molto richiesto come bassista, lavorando tra gli altri con Mick Jagger, Peter Gabriel e Laurie Anderson.

### Ultimo periodo (1989-1999)
Nel 1989 Laswell tornò in sala d'incisione come Material e pubblicò l'album Seven Souls, caratterizzato dalle sue originali tecniche di produzione in cui si era specializzato, tra le quali quella che si rifà al cut-up di William Burroughs in campo letterario. Lo stesso Burroughs collaborò nel disco leggendo alcuni brani del suo romanzo The Western Lands. Nel 1991 fu pubblicato The Third Power con il contributo di Sly and Robbie, Bootsy Collins, Jalaluddin Mansur Nuriddin, Shabba Ranks, Herbie Hancock, Henry Threadgill e Olu Dara. L'album del 1993 Hallucination Engine fonde il jazz con influenze di musica indiana e medio-orientale e vede la partecipazione di Wayne Shorter, Jonas Hellborg, Zakir Hussain, L. Shankar, Vikku Vinayakram, Simon Shaheen e Trilok Gurtu, oltre a un nuovo contributo di William S. Burroughs.
Al 1999 risale l'ultima pubblicazione di Material con l'album Intonarumori, nel quale parteciparono Rammellzee, Kool Keith, Flavor Flav e Killah Priest. L'ultima volta che Laswell si esibì dal vivo con il nome Material fu il 13 giugno 2004 al Festival di Bonnaroo, insieme alla moglie – la cantautrice Gigi – al batterista Bryan Mantia e al chitarrista Buckethead. Nel 2009 il nome dei Material fu associato all'album Mesgana Ethiopia della moglie di Laswell Gigi.

## Formazione
- Bill Laswell
- Michael Beinhorn
- Fred Maher
- Daevid Allen
- Bill Bacon
- Cliff Cultreri
- Michael Lawrence

## Discografia
- 1981 – Temporary Music (compilation)
- 1981 – Memory Serves
- 1982 – One Down
- 1989 – Seven Souls
- 1991 – Live from Soundscape (live 1981)
- 1991 – The Third Power
- 1993 – Live in Japan (live 1992)
- 1993 – Hallucination Engine
- 1998 – The Road to the Western Lands (remix di Seven Souls)
- 1999 – Intonarumori